# Charlie Valerio
Charlie Samuel Valerio (Santiago, 7 de noviembre de 1990) es un receptor dominicano de béisbol profesional que juega en las liga independiente con los Sioux Falls Canaries.
Firmó con los Cleveland Indians como agente libre internacional en 2010.

## Carrera profesional

### Cleveland Indians
El 26 de mayo de 2010, Valerio firmó con la organización de los Cleveland Indians como agente libre internacional. Hizo su debut profesional con los Indios de la Liga Dominicana de Verano. En 2011, Valerio jugó para los indios AZL de nivel novato , bateando .272 / .359 / .422 con 5 jonrones y 21 carreras impulsadas. La siguiente temporada, Valerio dividió el año entre los Low-A Mahoning Valley Scrappers y los Single-A Lake County Captains , acumulando un .255 / .331 / .394 con 5 jonrones y 35 carreras impulsadas. En 2013, Valerio jugó para los High-A Carolina Mudcats , registrando un corte de .238 / .305 / .346 con 2 jonrones y 26 carreras impulsadas. Para la temporada 2014, Valerio dividió la temporada entre Carolina y los Akron RubberDucks Double-A, bateando un acumulado de .250 / .355 / .325 sin jonrones y 5 carreras impulsadas antes de ser liberado por la organización de los Indios el 23 de julio de 2014.

### Fargo-Moorhead RedHawks
El 27 de marzo de 2015, Valerio firmó con los Fargo-Moorhead RedHawks de la Asociación Estadounidense de Béisbol Profesional Independiente. En 65 juegos con los RedHawks, Valerio redujo .268 / .336 / .403 con 5 jonrones y 26 carreras impulsadas. El 18 de mayo de 2016, Valerio fue liberado por el equipo.

### Joplin Blasters
El 25 de mayo de 2016, Valerio firmó con los Joplin Blasters de la Asociación Estadounidense de Béisbol Profesional Independiente. En 58 juegos para los Blasters, Valerio bateó .297 / .351 / .457 con 6 jonrones y 32 carreras impulsadas.

### Fargo-Moorhead RedHawks (second stint)
El 30 de julio de 2016, los Fargo-Moorhead RedHawks de la Asociación Estadounidense de Béisbol Profesional Independiente reclamaron a Valerio sin exenciones. Jugó en 26 juegos para los RedHawks, bateando .325 / .411 / .500 con 3 jonrones y 15 carreras impulsadas. Permaneció con el club después de volver a firmar el 10 de febrero de 2017, y registró un .275 / .343 / .472 con 12 jonrones y 47 carreras impulsadas en 93 juegos. El 6 de febrero de 2018, Valerio regresó a Fargo para una cuarta temporada, y redujo .258 / .306 / .425 con 12 jonrones y 46 carreras impulsadas en 82 juegos.

### Southern Maryland Blue Crabs
El 11 de diciembre de 2018, Valerio fue canjeado a los Cangrejos Azules del Sur de Maryland de la Liga Atlántica de Béisbol Profesional a cambio de dos jugadores que serán nombrados más tarde. Apareció en 109 juegos para los Blue Crabs en el 2019, bateando .262 / .296 / .416 con 11 jonrones y 46 carreras impulsadas.

### San Diego Padres
El 14 de noviembre de 2019, Valerio firmó un contrato de ligas menores con la organización San Diego Padres. Valerio no jugó en un juego en 2020 debido a la cancelación de la temporada de ligas menores debido a la pandemia de COVID-19. Fue puesto en libertad por los Padres el 28 de mayo de 2020.

### Sioux Falls Canaries
El 11 de febrero de 2021, Valerio firmó con Sioux Falls Canaries de la Asociación Estadounidense de Béisbol Profesional Independiente.

## Carrera internacional
El 8 de julio de 2021, Valerio fue incluido en la lista olímpica del equipo nacional de béisbol de República Dominicana para los Juegos Olímpicos de Verano de 2020 (disputados en 2021).